# Landmark 81
Landmark 81 je mrakodrap v Ho Či Minově Městě ve Vietnamu. Investorem a primárním developerem projektu je Vinhomes, vietnamská korporace, která je také největší realitní společností v zemi. Landmark 81 je nejvyšší budovou ve Vietnamu, k červenci 2018 nejvyšší dokončenou stavbou v jihovýchodní Asii a 14. nejvyšší budovou na světě.

## Popis
461,15 m vysoká, 81podlažní budova je postavena na západních březích řeky Saigon v městské čtvrti Binh Thanh, která se nachází severně od historického centra Ho Či Minova Města a bezprostředně na jih od Saigonského mostu. Věž se nachází v samém centru luxusní městské části Vinhomes Central Park se smíšeným využitím v hodnotě 1,5 miliard dolarů. Součástí výstavby jsou hotelové a konferenční prostory, luxusní apartmány a maloobchodní prostory, restaurace, bary a vícepodlažní vyhlídková plošina v nejvyšší části věže. 

### Stavební detaily
Maximální architektonické výšky dosahuje v bodě 461,2 m nad zemí a její nejvyšší bod se nachází ve výšce 469,5 m. Střecha je zakončena ve výšce 396,9 m a vyhlídková plošina nabízí pohled z výšky 382,7 m.
Celková plocha budovy je 241 000 m². Přístup do všech 81 podlaží a 450 místností je zajištěn 29 výtahy.

### Plán podlaží
Rozpis podlaží je popsán v tabulce níže.
| Podlaží | Využití                                  |
| ------- | ---------------------------------------- |
| 79–81   | Vyhlídková plošina Skyview               |
| 78      | Mechanické podlaží                       |
| 42–77   | Vinpearl Hotel                           |
| 6–40    | Obytná podlaží                           |
| 5       | Rezidenční společenská místnost, obchody |
| 4       | Rezidenční klubovna, obchody             |
| B1–3    | Obchody                                  |
| B2 – B3 | Parkoviště                               |

## Historie
Slavnostní výkop stavby věže se konal 13. prosince 2014. V říjnu 2017 byla dokončena výstavba 69 z 81 podlaží, přičemž dosažením výšky 270 metrů překonala Bitexco Financial Tower a stala se tak nejvyšší budovou v Ho Či Minově městě. V lednu 2018 byla dokončena konstrukce všech pater a zbývala pouze stavba věže a koruny. Dne 10. dubna 2018 byl přidán poslední segment koruny věže a Landmark 81 architektonicky dokončil. Základna budovy, která zabírá 6 pater, má celkovou plochu 50 000 m2 a byla oficiálně otevřena 27. července 2018 u příležitosti 25. výročí mateřské společnosti jejího vlastníka, Vingroup. Vyhlídková plošina s názvem Skyview byla otevřena 28. dubna 2019 za účasti místních umělců, současně se konala výstava sportovních vozů. Plošina, klenutá od 79. podlaží ve výšce 369,65 m do 81. podlaží ve výšce 382,65 m, se stala nejvyšší vyhlídkovou plošinou ve Vietnamu. Vstupenka se pohybuje od 405 000 VND (17,4 USD) pro děti do 810 000 VND (34,8 USD) pro dospělé.

### Požár
Dne 11. listopadu 2018 asi v 15:48 došlo v 64. patře k požáru v důsledku svařování. Požár, který dělníci rychle dostali pod kontrolu, nezpůsobil žádná zranění ani škody na majetku.

## Galerie

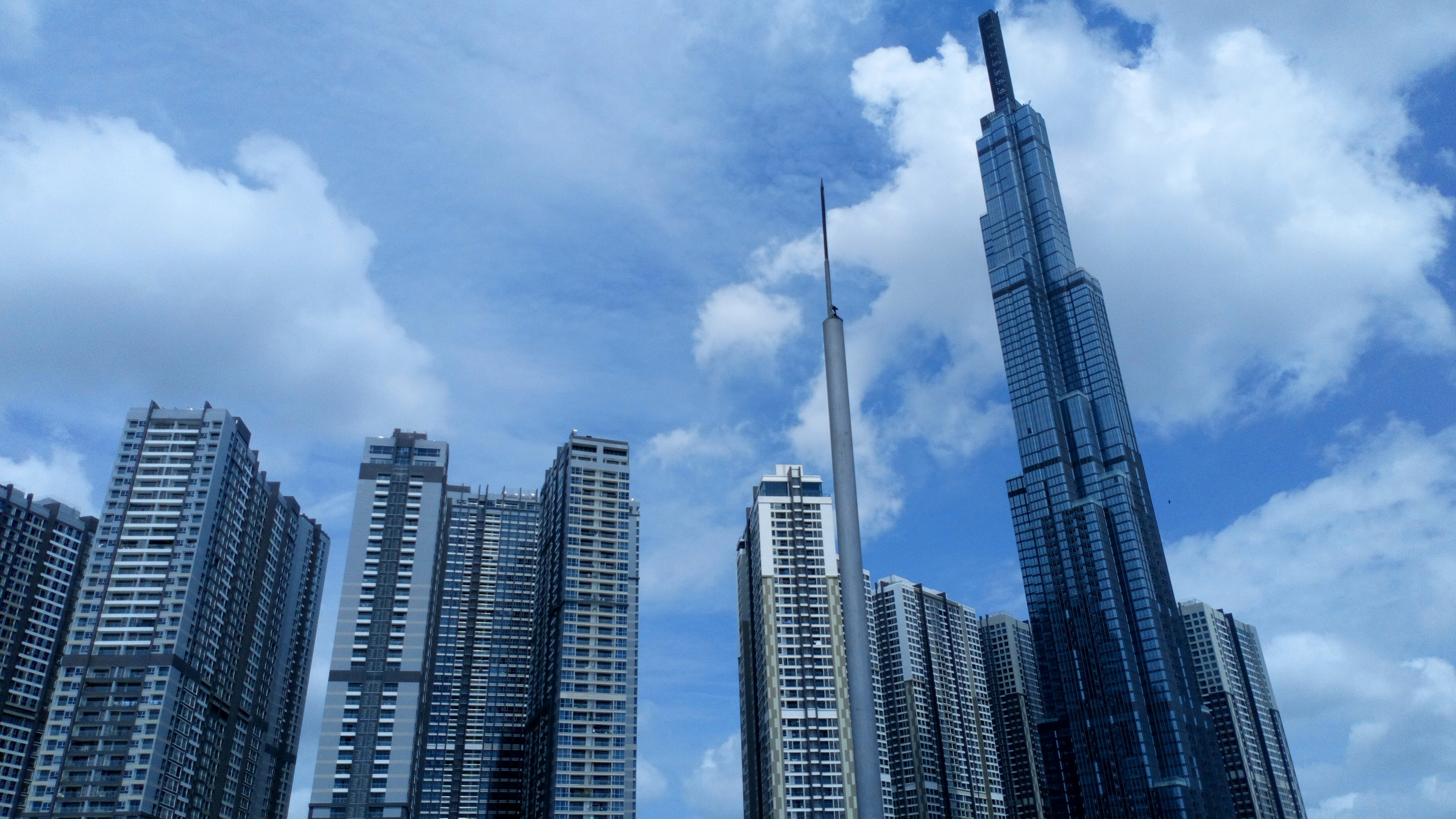
Landmark 81 obklopený okolními výškovými budovami
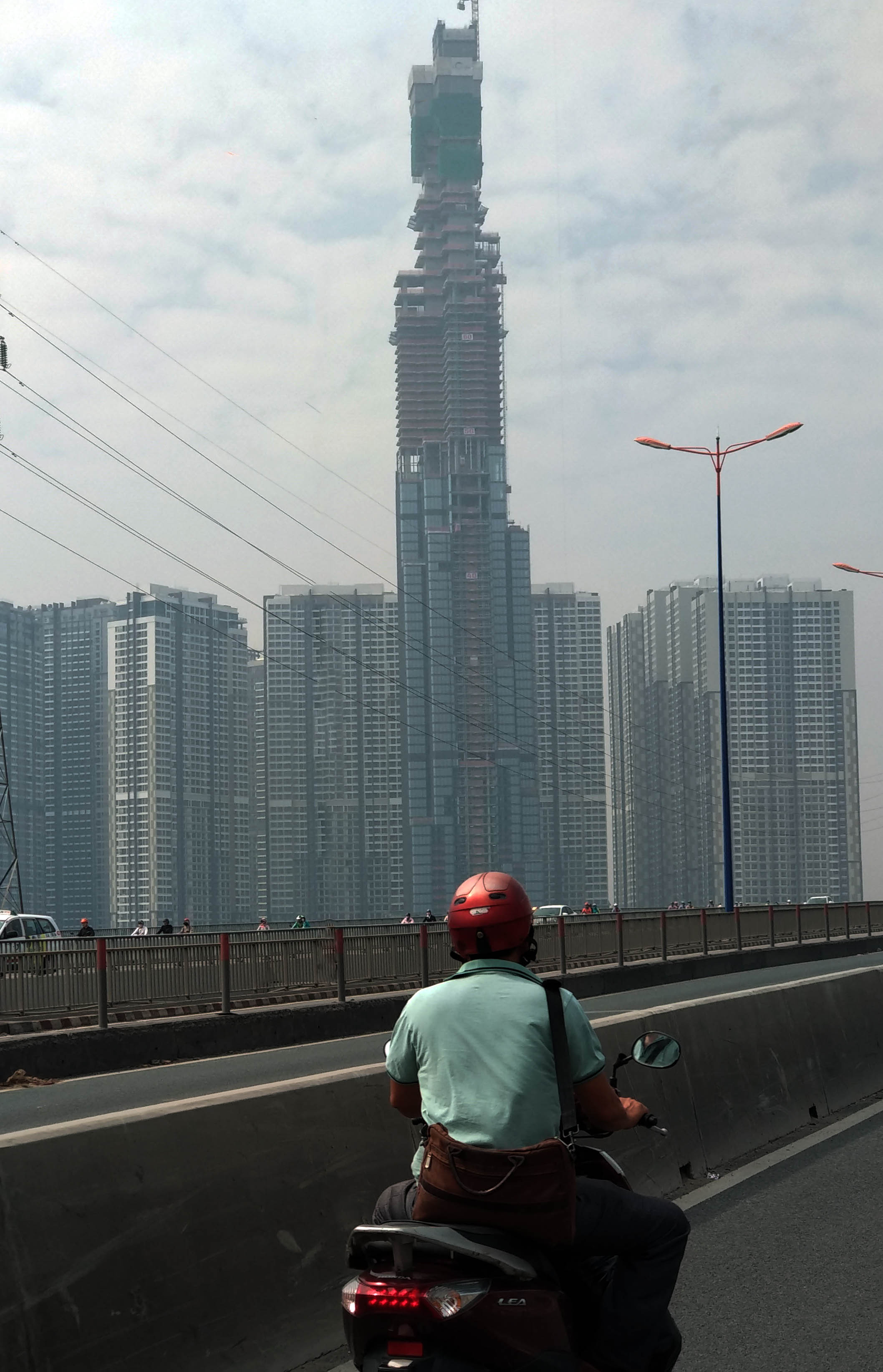
Budova ve výstavbě v lednu 2018
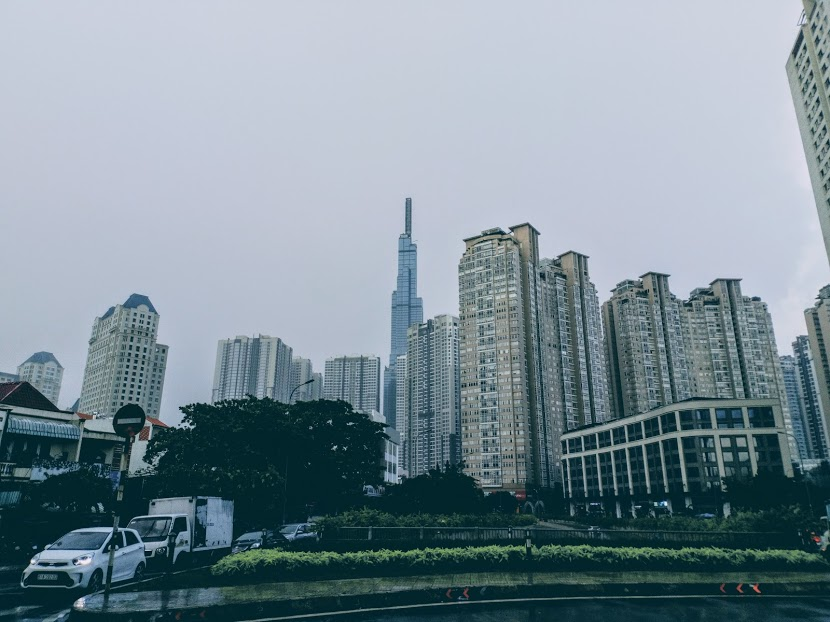
Budova jako součást panoramatu městské čtvrti Binh Thanh
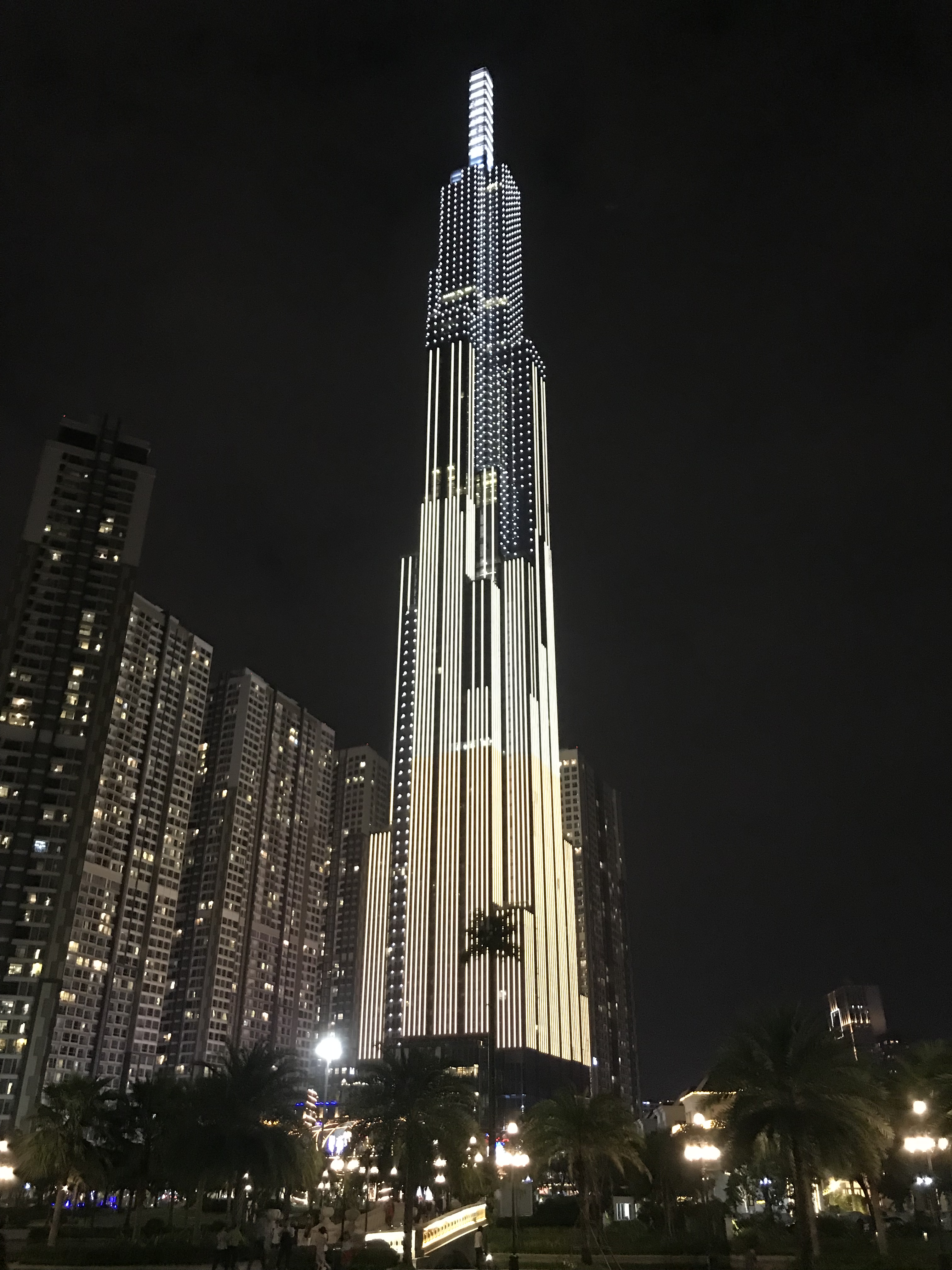
Pohled na budovu v noci
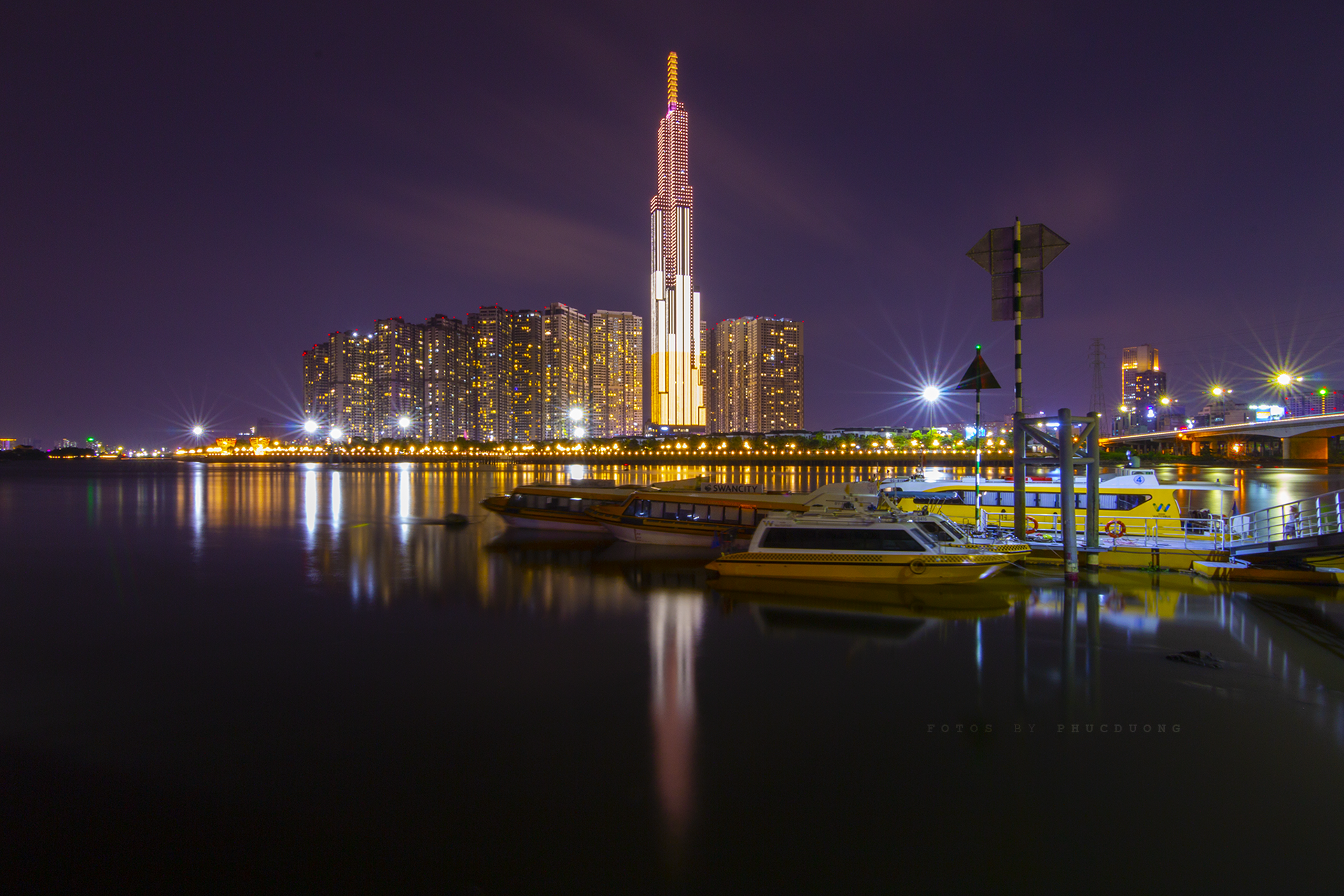